# Kornhochheim
Kornhochheim è una frazione (Ortsteil) del comune tedesco di Nesse-Apfelstädt, nel Land della Turingia.